# Michael Sheen
Michael Christopher Sheen (Newport, 5 febbraio 1969) è un attore britannico.

## Biografia
Figlio di Meyrick e Irene Sheen, nasce a Newport, nel Galles, e cresce a Port Talbot, assieme alla sorella minore Joanne. Il padre è noto come imitatore di Jack Nicholson. Quando ha cinque anni la sua famiglia si trasferisce a Liverpool, e Sheen sogna di diventare un calciatore professionista, ammirando le gesta del Liverpool degli anni Settanta; dopo soli tre anni la famiglia ritorna a Port Talbot, dove Sheen gioca nel ruolo di ala nella squadra locale. In quel periodo inizia ad appassionarsi alla recitazione. Il suo talento calcistico viene notato dal padre di Tony Adams, che lo invita ad effettuare un periodo di prova presso l'Arsenal, ma Michael abbandona presto l'idea di diventare calciatore per non dover lasciare la famiglia.
Il suo interesse per il teatro prende il sopravvento, e spinto dai genitori, membri di un gruppo dilettantistico locale, studia alla National Youth Theatre of Wales a Cardiff, per poi iscriversi alla Royal Academy of Dramatic Art di Londra. Grazie al rendimento scolastico e alle buone performance teatrali vince una borsa di studio Laurence Olivier. Nello stesso periodo recita al fianco di Vanessa Redgrave nel dramma teatrale When She Danced. Una volta diplomatosi, inizia a lavorare assiduamente mettendosi in mostra come uno dei più promettenti talenti sulla scena teatrale, grazie al ruolo di Mozart nell'adattamento teatrale dell'Amadeus di Peter Shaffer e al ruolo di Romeo in Romeo e Giulietta.
Dopo aver partecipato ad alcune produzioni televisive, nel 1995 debutta al cinema nel film Othello di Oliver Parker, in cui interpretava Lodovico; successivamente ottiene ruoli minori nei film Wilde (1997) e Mary Reilly (1996), quest'ultimo diretto da Stephen Frears, regista con cui Sheen inizia un'assidua collaborazione, a partire da The Deal (2003), dove veste per la prima volta i panni dell'ex primo ministro inglese Tony Blair. Sempre nel 2003, si avvicina alle produzioni hollywoodiane interpretando il Lycans Lucien in Underworld, ruolo che ricopre anche nel prequel: Underworld - La ribellione dei Lycans (2009).
Nel 2006 lavora ancora per l'accoppiata Stephen Frears/Peter Morgan, interpretando nuovamente Tony Blair in The Queen - La regina, interpretazione che gli vale una candidatura al BAFTA al miglior attore non protagonista. Dopo aver recitato al fianco di Leonardo DiCaprio in Blood Diamond - Diamanti di sangue (2006), interpreta il giornalista David Frost nell'adattamento cinematografico dell'opera teatrale Frost/Nixon, che aveva già rappresentato a teatro con Frank Langella. Nel 2008 gli viene conferito il premio Freedom of the City di Neath Port Talbot per il suo contributo nelle arti drammatiche. A inizio 2009 viene nominato Ufficiale dell'Ordine dell'Impero Britannico.
È un membro onorario dell'Università del Galles di Newport, del Royal Welsh College of Music & Drama, dell'Università di Aberystwyth e della Swansea Metropolitan University e nel 2011 gli viene conferito il James Joyce Award dall'University College Dublin.
Sempre su sceneggiatura di Peter Morgan, interpreta l'ex allenatore del Leeds Brian Clough nel film Il maledetto United (2009), basato sull'omonimo romanzo di David Peace. Presta inoltre la voce al Bianconiglio in Alice in Wonderland (2010), riadattamento de Le avventure di Alice nel Paese delle Meraviglie ad opera di Tim Burton. In seguito, dopo aver interpretato un licantropo nella trilogia di Underworld, veste i panni del vampiro Aro in The Twilight Saga: New Moon, adattamento cinematografico dell'omonimo romanzo di Stephenie Meyer. Nel 2011 inoltre partecipa come guest star all'episodio The Doctor's Wife, della sesta stagione, della serie televisiva Doctor Who, come voce di House. Dal 2013 è protagonista della serie televisiva Masters of Sex, per cui riceve una candidatura al Golden Globe per il miglior attore in una serie drammatica per l'interpretazione del dr. William Howell Masters.
Nel 2016 interpreta il ruolo di un androide nel film Passengers diretto da Morten Tyldum. Nel 2018 lavora come co-protagonista a fianco di David Tennant per la serie televisiva Good Omens (serie televisiva). Nel 2019 ricopre il ruolo del Dr. Martin Whitly nella serie televisiva Prodigal son. Nell'ottobre del 2019, dopo mesi di interazione con i suoi fan, principalmente via Twitter, Sheen ha accettato una "proposta di matrimonio" del fandom di Good Omens come una battuta tra la comunità.
Nel 2020 interpreta l'eccentrico e spietato dottor Blair Mudfly nel film Dolittle al fianco di Robert Downey Jr.

## Vita privata
Ha una figlia, Lily Mo, nata il 31 gennaio 1999 dalla relazione durata otto anni con l'attrice Kate Beckinsale. Tuttavia, durante le riprese del film Underworld, in cui Sheen recitava a fianco della sua fidanzata, questa ha cominciato a frequentare il regista del film Len Wiseman, divenuto poi suo marito. Successivamente ha avuto una relazione con l'attrice Rachel McAdams, conosciuta sul set di Midnight in Paris, finita nel febbraio 2013. Dal 2014 fino al 2018 intraprende una relazione con la comica Sarah Silverman. Sheen vive con l'attuale compagna, l'attrice svedese Anna Lundberg, in Galles. A metà del 2019 l'attore annuncia che lui e la sua compagna aspettano il loro primo figlio. La figlia della coppia, Lyra, è nata il 23 Settembre 2019. L'1 Marzo 2022 annuncia tramite Twitter di aspettare un secondo bambino dalla Lundberg. La figlia, Mabli, è nata il 19 Maggio 2022.

## Filmografia

### Attore

#### Cinema
- Othello, regia di Oliver Parker (1995)
- Mary Reilly, regia di Stephen Frears (1996)
- Wilde, regia di Brian Gilbert (1997)
- Heartlands, regia di Damien O'Donnell (2002)
- Le quattro piume (The Four Feathers), regia di Shekhar Kapur (2002)
- Bright Young Things, regia di Stephen Fry (2003)
- Underworld, regia di Len Wiseman (2003)
- Timeline - Ai confini del tempo (Timeline), regia di Richard Donner (2003)
- Laws of Attraction - Matrimonio in appello (Laws of Attraction), regia di Peter Howitt (2004)
- The Banker, regia di Hattie Dalton – cortometraggio (2004)
- The Open Doors, regia di James Rogan – cortometraggio (2004)
- Le crociate - Kingdom of Heaven (Kingdom of Heaven), regia di Ridley Scott (2005)
- The League of Gentlemen's Apocalypse, regia di Steve Bendelack (2005)
- Underworld: Evolution, regia di Len Wiseman (2006)
- The Queen - La regina (The Queen), regia di Stephen Frears (2006) - Tony Blair
- Dead Long Enough, regia di Tom Collins (2006)
- Blood Diamond - Diamanti di sangue (Blood Diamond), regia di Edward Zwick (2006)
- Music Within, regia di Steven Sawalich (2007)
- Airlock, or How to Say Goodbye in Space, regia di Chris Boyle – cortometraggio (2007)
- Frost/Nixon - Il duello (Frost/Nixon), regia di Ron Howard (2008) - David Frost
- Underworld - La ribellione dei Lycans (Underworld: Rise of the Lycans), regia di Patrick Tatopoulos (2009)
- Il maledetto United (The Damned United), regia di Tom Hooper (2009) - Brian Clough
- My Last Five Girlfriends, regia di Julian Kemp (2009)
- The Twilight Saga: New Moon, regia di Chris Weitz (2009)
- Unthinkable, regia di Gregor Jordan (2010)
- Beautiful Boy, regia di Shawn Ku (2010)
- Tron: Legacy, regia di Joseph Kosinski (2010)
- Jesus Henry Christ, regia di Dennis Lee (2012)
- Midnight in Paris, regia di Woody Allen (2011)
- Few Option, regia di George A. Pappy Jr. (2011)
- Resistance, regia di Amit Gupta (2011)
- The Twilight Saga: Breaking Dawn - Parte 1 (The Twilight Saga: Breaking Dawn - Part 1), regia di Bill Condon (2011)
- The Gospel of Us, regia di Dave McKean (2012)
- The Twilight Saga: Breaking Dawn - Parte 2 (The Twilight Saga: Breaking Dawn - Part 2), regia di Bill Condon (2012)
- Admission - Matricole dentro o fuori (Admission), regia di Paul Weitz (2013)
- The Adventurer - Il mistero dello scrigno di Mida (The Adventurer: The Curse of the Midas Box), regia di Jonathan Newman (2013)
- La regola del gioco (Kill the Messenger), regia di Michael Cuesta (2014)
- Via dalla pazza folla (Far from the Madding Crowd), regia di Thomas Vinterberg (2015)
- Barbados, regia di Misha Manson-Smith – cortometraggio (2015)
- You Can Never Really Know Someone, regia di Aaron Nee e Adam Nee – cortometraggio (2016)
- Animali notturni (Nocturnal Animals), regia di Tom Ford (2016)
- L'incredibile vita di Norman (Norman: The Moderate Rise and Tragic Fall of a New York Fixer), regia di Joseph Cedar (2016)
- Passengers, regia di Morten Tyldum (2016)
- 40 sono i nuovi 20 (Home Again), regia di Hallie Meyers-Shyer (2017)
- Brad's Status, regia di Mike White (2017)
- Apostolo (Apostle), regia di Gareth Evans (2018)
- Slaughterhouse spacca (Slaughterhouse Rulez), regia di Crispian Mills (2018)
- The War of the Worlds: The Musical Drama, regia di Jeff Wayne (2018)
- La leggendaria Dolly Wilde (How to Build a Girl), regia di Coky Giedroyc (2019) - Sigmund Freud
- Dolittle, regia di Stephen Gaghan (2020)
- Last Train to Christmas, regia di Julian Kemp (2021)

#### Televisione
- Gallowglass, regia di Tim Fywell – miniserie TV (1993)
- Maigret – serie TV, episodio 2x01 (1993)
- Sean's Show – serie TV, episodio 2x06 (1993)
- The Grand – serie TV, episodio 1x04 (1997)
- Lost in France – serie TV, episodi sconosciuti (1998)
- The Deal, regia di Stephen Frears – film TV (2003) - Tony Blair
- Dirty Filthy Love, regia di Adrian Shergold – film TV (2004)
- Kenneth Williams: Fantabulosa!, regia di Andy De Emmony – film TV (2006)
- Roma - Nascita e caduta di un Impero (Ancient Rome: The Rise and Fall of an Empire), regia di Tim Dunn, Nick Green, Andrew Grieve, Nick Murphy, Arif Nurmohamed e Christopher Spencer – miniserie TV (2006) - Nerone
- Bremner, Bird and Fortune – serie TV, episodio 9x01 (2006)
- HG Wells' War with the World, regia di James Kent – film TV (2006) - H.G. Wells
- Arena – serie TV, episodio 36x02 (2010)
- 30 Rock – serie TV, 4 episodi (2010)
- I due presidenti (The Special Relationship), regia di Richard Loncraine – film TV (2010)
- Masters of Sex – serie TV, 46 episodi (2013–2016) - William Howell Masters
- The Spoils of Babylon, regia di Matt Piedmont – miniserie TV (2014)
- Under Milk Wood, regia di Pip Broughton – film TV (2014)
- 7 Days in Hell, regia di Jake Szymanski – film TV (2015)
- The Spoils Before Dying, regia di Matt Piedmont – miniserie TV (2015)
- Michael Bolton's Big, Sexy Valentine's Day Special, regia di Scott Aukerman e Akiva Schaffer - speciale TV (2017)
- The Missing Crown Jewels, regia di Juliet May – film TV (2017)
- To Provide All People, regia di Pip Broughton – film TV (2018)
- The Good Fight – serie TV, 7 episodi (2019)
- Prodigal Son – serie TV, 33 episodi (2019–2021)
- Good Omens – serie TV, 12 episodi (2019-2023)
- Quiz, regia di Stephen Frears – miniserie TV (2020)
- Old Vic: In Camera - Faith Healer, regia di Matthew Warchus – film TV (2020)
- Staged – serie TV, 22 episodi (2020-2023)
- Saturday Knight Takeaway, regia di Ben Kellett – film TV (2021)
- Vardy v Rooney: A Courtroom Drama, regia di Oonagh Kearney – miniserie TV (2022)
- Best interests, regia di Michael Keillor – miniserie TV (2023)
- The Way, regia di Adam Curtis e Michael Sheen – miniserie TV (2024)
- A Very Royal Scandal, regia di Julian Jarrold – miniserie TV (2024)

#### Videoclip
- Manic Street Preachers (It's Not War) Just the End of Love (2010)
- Kelly Lee Owens feat. John Cale Corner of My Sky, regia di Kasper Häggstrøm (2020)

### Doppiatore

#### Cinema
- Alice in Wonderland, regia di Tim Burton (2010) - Bianconiglio
- Trilli e il grande salvataggio (Tinker Bell and the Great Fairy Rescue), regia di Bradley Raymond - direct-to-video (2010)
- Alice attraverso lo specchio (Alice Through the Looking Glass), regia di James Bobin (2016) - Bianconiglio
- Good Omens: Lockdown, regia di Douglas Mackinnon – cortometraggio (2020)

#### Televisione
- Animated Epics: Beowulf, regia di Yuri Kulakov – film TV (1998) - Wiglaf
- Doomwatch: Winter Angel, regia di Roy Battersby – film TV (1999)
- A Child's Christmases in Wales, regia di Christine Gernon – film TV (2009) - Narratore
- Doctor Who - serie televisiva, episodio 6x04 (2011)
- I Simpson (The Simpsons) - serie animata, episodio 28x16 (2017) - William Howell Masters
- Animals. - serie animata, episodi 3x04-3x08 (2018)
- The Sandman – serie TV, episodio 1x11 (2022)

#### Videogiochi
- Alice in Wonderland (2010) - Bianconiglio

### Produttore

#### Cinema
- The Open Doors, regia di James Rogan – cortometraggio (2004)

#### Televisione
- Cinemaniacs – serie TV, episodi sconosciuti (2015)
- Masters of Sex – serie TV, 46 episodi (2013-2016)
- Staged – serie TV, 21 episodi (2020-2023)

### Regista
- Passion in Port Talbot, co-diretta con Bill Mitchell – miniserie TV (2011)
- The Way, co-diretta con Adam Curtis – miniserie TV (2024)

## Radio (parziale)
- Much Ado About Nothing (BBC, 1993)
- Strangers on a Train (BBC Radio 4, 1994)
- Alaska (BBC Radio 4, 1995)
- The Importance of Being Earnest (BBC Radio 4, 1995)
- The West Pier (BBC Radio 4, 1997)
- A White Merc With Fins (BBC Radio 4, 1997) - Narratore
- Troy (BBC Radio 3, 1998)
- Hamlet (BBC Radio 3, 1999)
- The Pretenders (BBC Radio 3, 2004)
- Salmon Fishing in the Yemen (BBC Radio 4, 2007) - Narratore
- Hello, Good Evening and Welcome: The David Frost Story (BBC Radio 2, 2010) - Presentatore
- Kenneth Tynan's Theatre Writings (BBC Radio 4, 2010) - Presentatore
- The Richard Burton Legacy (BBC Radio 4, 2010) - Presentatore
- Playing the Dane (BBC Radio 4, 2010) - Presentatore
- A Month of Sundays (BBC Radio 6 Music, 2011) - Presentatore
- The Ocean at the End of the Lane (BBC Radio 4, 2013) - Narratore
- The Sandman - podcast, 22 episodi (2020-2021) - Lucifero

## Discografia (parziale)

### Audiolibri
- 1994 - Crime and Punishment (Naxos AudioBooks)
- 1994 - Great Poets of the Romantic Age (Naxos AudioBooks)
- 1995 - The Idiot (Naxos AudioBooks)
- 1995 - The Picture of Dorian Gray (Naxos AudioBooks)
- 1995 - Dangerous Liaisons (Naxos AudioBooks)
- 1996 - The Old Testament (Naxos AudioBooks)
- 1996 - The Great Poets – John Keats (Naxos AudioBooks)
- 1997 - Poets of the Great War (Naxos AudioBooks)
- 1997 - Lady Windermere's Fan (Naxos AudioBooks)
- 1997 - Romeo and Juliet (Naxos AudioBooks)
- 1997 - The Great Poets – Samuel Taylor Coleridge (Naxos AudioBooks)
- 1998 - Walton: Henry V (Naxos AudioBooks)
- 1999 - A Lover’s Gift: From Him to Her (Naxos AudioBooks)
- 1999 - Oedipus (Naxos AudioBooks)
- 1999 - The Essential Dylan Thomas: Poetry and Stories (Naxos AudioBooks)
- 1999 - Walton: Hamlet/As You Like It (Naxos AudioBooks)
- 2005 - Stories from Shakespeare (Naxos AudioBooks)
- 2017 - La Belle Sauvage (Audible)
- 2018 - Jeff Wayne's The War of the Worlds - The Musical Drama (Audible)
- 2019 - The Secret Commonwealth (Audible)

## Teatro
- When She Danced, regia di Robert Allan Ackerman, Globe Theatre, Londra (1991)
- Neon Gravy, regia di James Macdonald, Royal National Theatre, Londra (1991)
- Romeo and Juliet, regia di Greg Hersov, Royal Exchange, Manchester (1992)
- A View from the Bridge, regia di Greg Hersov. Royal Exchange, Manchester (1992)
- The Blind Men, regia di Declan Donnellan, Donmar Warehouse, Londra (1993)
- Don't Fool With love, di Alfred de Musset, regia di Declan Donnellan, Donmar Warehouse, Londra (1993)
- Moonlight, di Harold Pinter, regia di David Leveaux, Almeida Theatre, Londra (1993)
- Ione, di Euripide, regia di Nicolas Write, Royal National Theatre, Londra (1993)
- Forever yours, Mary Lou. Tour in Swansea, Cardiff e Londra (1993)
- Peer Gynt, regia di Yukio Ninagawa, Barbican Centre, Londra; Oslo; Tokyo (1994)
- Le Livre de Spencer, regia di Lluìs Pasqual, Odéon-Théâtre de l'Europe, Parigi (1994)
- Charley's Haunt, di Brandon Thomas, regia di Emil Wolk, Royal Exchange, Manchester (1994)
- Look Back in Anger, regia di Greg Hersov, Royal Exchange, Manchester (1995)
- The Seagull, regia di Robert Sturua, Theatre Royal, Bath (1995)
- The Dresser, regia di Michael Sheen, Drum Theatre, Plymouth (1995)
- The Ends of the Earth, regia di Andrei Şerban, Royal National Theatre, Londra (1996)
- The Homecoming, regia di Roger Michell, Royal National Theatre, Londra (1997)
- Badfinger, regia di Michael Sheen, Donmar Warehouse, Londra (1997)
- Gas Station Angel, Duke of York's Theatre Londra (1997)
- Enrico V, regia di Ron Daniels, Royal Shakespeare Theatre, Stratford-upon-Avon (1997)
- Amadeus, regia di Peter Hall, Old Vic, Londra (1998); Ahmanson Theatre, Los Angeles (1999); Music Box Theatre, New York (1999)
- Look Back in Anger, regia di Greg Hersov, Royal National Theatre, Londra (1999)
- Smithereens, Second Stage Theatre, New York (2000)
- Caligola, regia di Michael Grandage, Donmar Warehouse, Londra (2003)
- The UN Inspector, regia di David Farr, Royal National Theatre, Londra (2005)
- 24 Hour play, Old Vic Theatre, Londra (2005)
- Frost/Nixon, regia di Michael Grandage, Donmar Warehouse e Gielgud Theatre, Londra (2006); Bernard B. Jacobs Theatre, New York (2007)
- Betrayal, regia di Ian Rickson, Royal National Theatre, Londra (2009)
- The Passion, regia di Michael Sheen, National Theatre Wales, Port Talbot (2011)
- Amleto, regia di Ian Rickson, Young Vic, Londra (2011)
- Faith Healer, regia di Katy Rudd, Old Vic, Londra (2020)
- Under Milk Wood, di Dylan Thomas, regia di Lyndsey Turner, Royal National Theatre, Londra (2021)
- Amadeus, regia di Craig Ilott, Teatro dell'Opera di Sydney, Sydney (2022)
- Nye, regia di Tim Price, Royal National Theatre, Londra; Wales Millennium Centre, Cardiff (2024)

## Doppiatori italiani
Nelle versioni in italiano delle opere in cui ha recitato, Michael Sheen è stato doppiato da:
- Alessio Cigliano in 30 Rock (ep. 4x14-15), Frost/Nixon - Il duello, Admission - Matricole dentro o fuori, Masters of Sex, Via dalla pazza folla, Animali notturni, Good Omens, Dolittle, Quiz, A Very Royal Scandal
- Franco Mannella ne Le quattro piume, Blood Diamond - Diamanti di sangue, Prodigal Son
- Oreste Baldini in The Queen - La regina, L'incredibile vita di Norman, Passengers
- Loris Loddi ne Il maledetto United, Midnight in Paris, La regola del gioco
- Massimiliano Manfredi in The Twilight Saga: New Moon, The Twilight Saga: Breaking Dawn - Parte 1, The Twilight Saga: Breaking Dawn - Parte 2
- Sandro Acerbo ne I due presidenti, The Adventurer - Il mistero dello scrigno di Mida, Slaughterhouse spacca
- Gianluca Tusco in Wilde, Le crociate - Kingdom of Heaven
- Christian Iansante in Timeline - Ai confini del tempo, Tron: Legacy
- Massimo Rinaldi in Othello
- Vittorio De Angelis in Mary Reilly
- Nino Prester in Underworld
- Riccardo Niseem Onorato in Laws of Attraction - Matrimonio in appello
- Massimo De Ambrosis in Underworld - La ribellione dei Lycans
- Simone D'Andrea in Unthinkable
- Alberto Bognanni in 40 sono i nuovi 20
- Luca Ghillino in Apostolo
- Pasquale Anselmo in The Good Fight

Da doppiatore è sostituito da:
- Oreste Baldini in Alice in Wonderland, Alice attraverso lo specchio
- Paolo Marchese in Doctor Who
- Danilo De Girolamo in Trilli e il grande salvataggio
- Ugo De Cesare in Animals
- Gabriele Sabatini in Animals

## Riconoscimenti (parziale)
- British Academy Television Awards
  - 2005 - Candidatura al miglior attore per Dirty Filthy Love
- British Academy Film Awards (BAFTA)
  - 2006 - Candidatura al Miglior attore non protagonista per The Queen - La regina